# Edward Jones (pseudonyme)
Pour les articles homonymes, voir Edward Jones et Jones.
Cet article court présente un sujet plus développé dans : Le Trio de la Tamise et Paul Dorval.
Edward Jones est le pseudonyme sous lequel les éditions Hachette ont publié Le Trio de la Tamise, traduction française de la série de romans policiers italiens  pour la jeunesse I Pimlico Boys, publiée en italien par Paul Dorval, pseudonyme du journaliste Alessandro Cairoli. 